# Omarska (ort i Bosnien och Hercegovina)
Omarska är en ort i Bosnien och Hercegovina.   Den ligger i entiteten Republika Srpska, i den nordvästra delen av landet, 160 km nordväst om huvudstaden Sarajevo. Omarska ligger 163 meter över havet och antalet invånare är 6 466.
Terrängen runt Omarska är platt åt sydväst, men åt nordost är den kuperad. Närmaste större samhälle är Prijedor, 17,5 km nordväst om Omarska. 
Omgivningarna runt Omarska är en mosaik av jordbruksmark och naturlig växtlighet. Runt Omarska är det ganska tätbefolkat, med 67 invånare per kvadratkilometer.